# کمیته المپیک پاناما
کمیته المپیک پاناما (اسپانیایی: Comité Olímpico de Panamá‎) یک سازمان ورزشی است که نماینده کشور پاناما در کمیته بین‌المللی المپیک می‌باشد.
این سازمان که در سال ۱۹۳۴ تأسیس شده مسئول آماده‌سازی و اعزام ورزشکاران به بازی‌های المپیک، بازی‌های المپیک جوانان و بازی‌های پان امریکن است.